# Биржа Туниса
Биржа Туниса — фондовая биржа, расположенная в столице Туниса — Тунисе. Была основана в 1969 году и в настоящее время на бирже имеют листинг примерно 50 компаний.
Биржа находится под контролем тунисского Совета по финансовым рынкам.